# Харолдсуик

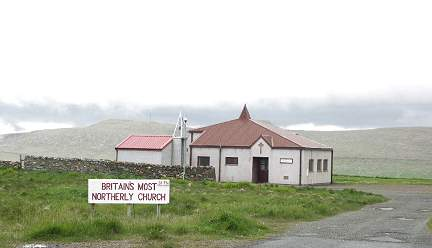
сМетодистская церковь.

Харольдсуик (англ. Haroldswick) — деревня в северо-восточной части острова Анст в архипелаге Шетландских островов.

## Экономика
Автодорога «A968» начинается в Харольдсуике и ведёт в южном направлении через Балтасаунд до деревни Во на острове Мейнленд. Прочие автодороги связывают Харольдсуик с деревней Баррафёрт на северо-западе и с деревней Скау на северо-востоке острова.
Пивоварня «Valhalla Brewery» — самая северная пивоварня Великобритании.

## Религия
В деревне работает методистская церковь.